# Hapsasjaure
Hapsasjaure är en sjö i Gällivare kommun i Lappland och ingår i Luleälvens huvudavrinningsområde. Sjön har en area på 0,826 kvadratkilometer och ligger 410,3 meter över havet. Hapsasjaure ligger i Stubba Natura 2000-område. Sjön avvattnas av vattendraget Hapsasjåkkå.

## Delavrinningsområde
Hapsasjaure ingår i det delavrinningsområde (744106-167946) som SMHI kallar för Utloppet av Hapsasjaure. Medelhöjden är 435 meter över havet och ytan är 9,78 kvadratkilometer. Det finns inga avrinningsområden uppströms utan avrinningsområdet är högsta punkten. Hapsasjåkkå som avvattnar avrinningsområdet har biflödesordning 3, vilket innebär att vattnet flödar genom totalt 3 vattendrag innan det når havet efter 213 kilometer. Avrinningsområdet består mestadels av skog (67 procent) och sankmarker (21 procent). Avrinningsområdet har 1,22 kvadratkilometer vattenytor vilket ger det en sjöprocent på 12,5 procent.